# Мордаб-Бон
Мордаб-Бон (перс. مرداب بن) — село в Ірані, у дегестані Реза-Махале, у Центральному бахші, шагрестані Рудсар остану Ґілян. За даними перепису 2006 року, його населення становило 176 осіб, що проживали у складі 51 сім'ї.

## Клімат
Середня річна температура становить 15,18 °C, середня максимальна – 29,10 °C, а середня мінімальна – 1,23 °C. Середня річна кількість опадів – 1131 мм.
| Клімат поселення                              | Клімат поселення | Клімат поселення | Клімат поселення | Клімат поселення | Клімат поселення | Клімат поселення | Клімат поселення | Клімат поселення | Клімат поселення | Клімат поселення | Клімат поселення | Клімат поселення | Клімат поселення |
| Показник                                      | Січ.             | Лют.             | Бер.             | Квіт.            | Трав.            | Черв.            | Лип.             | Серп.            | Вер.             | Жовт.            | Лист.            | Груд.            |                  |
| Середній максимум, °C                         | 10,44            | 10,52            | 12,60            | 18,15            | 22,19            | 26,36            | 29,10            | 28,92            | 25,80            | 21,80            | 17,38            | 13,00            |                  |
| Середня температура, °C                       | 5,84             | 5,92             | 8,00             | 13,55            | 17,56            | 21,75            | 24,68            | 24,50            | 21,38            | 17,40            | 12,97            | 8,60             |                  |
| Середній мінімум, °C                          | 1,23             | 1,30             | 3,39             | 8,93             | 12,96            | 17,14            | 20,28            | 20,10            | 16,97            | 13,00            | 8,53             | 4,20             |                  |
| Норма опадів, мм                              | 99               | 85               | 82               | 44               | 44               | 36               | 33               | 59               | 136              | 224              | 162              | 127              |                  |
| Середньомісячна швидкість вітру, м/с          | 2.40             | 2.50             | 2.50             | 2.40             | 2.40             | 2.55             | 2.64             | 2.30             | 2.12             | 2.10             | 2.08             | 2.26             |                  |
| Середньомісячна сонячна радіація, кДж/м²·день | 7180             | 9182             | 11111            | 15313            | 19573            | 21240            | 21810            | 18443            | 14967            | 10740            | 8695             | 6795             |                  |
| --------------------------------------------- | ---------------- | ---------------- | ---------------- | ---------------- | ---------------- | ---------------- | ---------------- | ---------------- | ---------------- | ---------------- | ---------------- | ---------------- | ---------------- |
| Джерело:                                      |                  |                  |                  |                  |                  |                  |                  |                  |                  |                  |                  |                  |                  |